# Салоутин, Виктор Иванович
Виктор Иванович Салоутин (род. 10 февраля 1952 года) — советский и российский химик, специалист в области химии фторорганических соединений, член-корреспондент РАН (2016). Заслуженный деятель науки Российской Федерации (2008).

## Биография
Родился 10 февраля 1952 года.
В 1974 году — окончил химико-технологический факультет Уральского государственного технического университета (УГТУ-УПИ), специальность — химическая технология биологически активных соединений.
В 1978 году — защитил кандидатскую диссертацию, тема: «Фторсодержащие бета- и бисбета дикетоны» (научный руководитель — И. Я. Постовский).
В 1988 году — защитил докторскую диссертацию, тема «Фторсодержащие 1,2 — и 1,3- кетоэфиры».
В 1992 году — присвоено учёное звание профессора.
С 1989 года — заведующий лабораторией фторорганических соединений, а с 1993 года — заместитель директора Института органического синтеза имени И. Я. Постовского по научной работе.
В 2016 году — избран членом-корреспондентом РАН.

## Научная деятельность
Специалист в области химии фторорганических соединений, автор свыше 730 научных работ, из них 3 монографий, более 300 статей в рецензируемых отечественных и зарубежных журналах и 42 авторских свидетельств и патентов.
Основные научные результаты:
- создана стратегия синтеза фторсодержащих гетероциклических, ароматических, металлокомплексных и открыто-цепных соединений многих классов и установлены направления их практического применения;
- развита концепция региоселективности превращений полиэлектрофильных органических соединений с нуклеофильными реагентами на примере фторсодержащих ди- и мультикарбонильных соединений, а также их производных, включая гетероциклические;
- разработаны методы трансформаций и анализа стойких органических загрязнителей класса полихлорбифенилов, в частности, как предподготовка для микробиологической их утилизации;
- разработаны и внедрены в опытное производство фторсодержащие антиадгезионные и антифрикционные материалы, рабочие тела для изделий спецназначения и эффективные катализаторы.

Ведёт преподавательскую работу: руководит филиалом кафедры органической химии ЕНИ УрФУ в институте.
Под его руководством защищены 2 докторские и 16 кандидатских диссертаций.

## Избранная библиография
- Фторсодержащие трикарбонильные соединения : Получение, свойства, реакции, синтез гетероциклов / В. И. Салоутин, Я. В. Бургарт, О. Н. Чупахин; Рос. акад. наук. Ур. отд-ние. Ин-т орган. синтеза. — Екатеринбург : УрО РАН, 2002. — 240, [2] с. : табл.; 20 см; ISBN 5-7691-1221-2
- Химическая функционализация полихлорированных бифенилов: новые достижения / [Т. И. Горбунова (отв. ред.), М. Г. Петрова, В. И. Салоутин, О. Н. Чупахин] ; Федеральное агентство научных организаций, Федеральное государственное бюджетное учреждение науки Институт органического синтеза им. И. Я. Постовского Уральского отделения Российской академии наук. — Екатеринбург : Изд-во Уральского ун-та, 2018. — 727 с. : ил., табл.; 21 см; ISBN 978-5-7996-2432-3 : 300 экз.

## Награды
- Орден Почёта (26 января 2023) — за вклад в развитие науки и многолетнюю добросовестную работу[3]
- Орден Дружбы (14 ноября 2002) — за заслуги в научной деятельности и подготовке высококвалифицированных специалистов[4]
- Заслуженный деятель науки Российской Федерации (1 октября 2008) — за большие заслуги в научной деятельности[5]
- Медаль имени И. Я. Постовского (УрО РАН, 22 июня 2023) — за научную работу «Фторсодержащие мультикарбонильные соединения в органическим синтезе»
- Премия международной академической издательской компании «Наука-Интерпериодика» (2009) — за лучшую публикацию в журналах Российской академии наук в 2008 году